# Cup-produit
En topologie algébrique (une branche des mathématiques), le cup-produit est une opération binaire définie sur les groupes de cohomologie qui permet d'assembler des cocycles. 
Cette opération est graduée, associative et distributive, ce qui permet de définir l'anneau de cohomologie. Introduite à l'origine en cohomologie singulière, des constructions
analogues existent pour différentes théories cohomologiques. Le cup-produit se généralise sous la forme du produit de Massey (en).
Il n'existe pas de cup-produit en homologie, mais on peut définir un cap-produit ou invoquer la dualité de Poincaré si la dimension de l'espace convient.

## Définition
On donne ici la définition pour la cohomologie singulière d'un espace topologique X, à coefficients dans un anneau commutatif.
Le cup-produit est une opération
correspondant à la composition :
{\displaystyle C^{\bullet }(X)\times C^{\bullet }(X){\overset {K^{*}}{\longrightarrow }}C^{\bullet }(X\times X){\overset {\Delta ^{*}}{\longrightarrow }}C^{\bullet }(X)}
associée aux complexes de chaînes de X et X × X, avec K l'application de Künneth et la diagonale Δ : X → X × X.
Le cup-produit d'une p-cochaîne c et d'une q-cochaîne d, appliqué à un (p + q)-simplexe singulier σ, est donné par :
où ιS désigne, pour toute partie S de {0, 1, … , p + q}, le plongement canonique du simplexe engendré par S dans le (p + q)-simplexe standard.
Pour voir que ce cup-produit de cochaînes définit un cup-produit des classes de cohomologie, il suffit de montrer que les applications de cobord vérifient :
{\displaystyle \delta (c\smile d)=\delta {c}\smile d+(-1)^{p}(c\smile \delta {d}),}
ce qui montre que le cup-produit de deux cocycles est encore un cocycle, et que le produit d'un cocycle par un cobord est un cobord.
En cohomologie de De Rham, le cup-produit de formes différentielles est induit par le produit extérieur. En effet, la règle de Leibniz s'écrit
{\displaystyle \mathrm {d} (\omega \wedge \eta )=\mathrm {d} \omega \wedge \eta +(-1)^{p}\omega \wedge \mathrm {d} \eta }
et l'on pose 
{\displaystyle [\omega ]\smile [\eta ]=[\omega \wedge \eta ].}

## Propriétés
Le cup-produit vérifie l'identité suivante, qui fait de l'anneau de cohomologie un anneau gradué commutatif :
{\displaystyle \alpha ^{p}\smile \beta ^{q}=(-1)^{pq}(\beta ^{q}\smile \alpha ^{p})}
C'est une opération bilinéaire :
{\displaystyle (u_{1}+u_{2})\smile v=u_{1}\smile v+u_{2}\smile v{\text{ et }}u\smile (v_{1}+v_{2})=u\smile v_{1}+u\smile v_{2}}
et associative :
{\displaystyle \alpha \smile (\beta \smile \gamma )=(\alpha \smile \beta )\smile \gamma .}
Il s'agit d'une opération naturellement fonctorielle, en ce que pour toute application continue f,
{\displaystyle f^{*}(\alpha \smile \beta )=f^{*}\alpha \smile f^{*}\beta .}
Si X1 et X2 sont deux espaces topologiques, et {\displaystyle p_{i}:X_{1}\times X_{2}\to X_{i}} les deux projections canoniques, on peut définir un
cup-produit externe 
{\displaystyle {\begin{aligned}\times ~:~&H^{k}(X_{1})\times H^{\ell }(X_{2})\to H^{k+\ell }(X_{1}\times X_{2})\\&a\times b\mapsto p_{1}^{*}(a)\smile p_{2}^{*}(b).\end{aligned}}}
En théorie des nœuds, le nombre d'enlacement correspond à un cup-produit non nul dans le complément d'un nœud. D'une manière générale, les produits de Massey — opérations cohomologiques (en) d'arités supérieures — sont en lien avec les invariants de Milnor (en).